# Túl a fenyvesen
A Túl a fenyvesen (eredeti cím: The Place Beyond the Pines) 2013-ban bemutatott amerikai bűnügyi filmdráma, melyet Derek Cianfrance rendezett, valamint Ben Coccio, Darius Marder és Cianfrance írt. A főszerepekben Ryan Gosling, Bradley Cooper, Eva Mendes, Ray Liotta és Mahershala Ali látható.
A filmet a 2012-es Torontói Nemzetközi Filmfesztiválon mutatták be, majd 2013. március 29-én került az Egyesült Államokban a mozikba. A Focus Features megvásárolta a forgalmazási jogokat, miután lenyűgözte a film bemutatója. Általánosságban pozitív értékeléseket kapott a kritikusoktól, bevételi szempontból sikert aratott. A filmzenét Mike Patton komponálta. Arvo Pärt és Ennio Morricone zeneszerzők zenéje is szerepelt benne.

## Cselekménye
Luke Glanton (Ryan Gosling) sikeres motoroskaszkadőr egy cirkuszban, aki hamarosan tudomást szerez arról, hogy az egykori szerelme, Romina (Eva Mendes) titokban fiút szült neki, ezért Luke otthagyja munkáját. Hogy gondoskodni tudjon fiáról és Romináról, bankrablónak áll és több bankot rabol ki, ebben segítségére van Robin (Ben Mendelsohn), akinek teherautójába felhajt a rablások után. Azonban Robin úgy gondolja, hogy napi két bankrablás neki már túl kockázatos lenne, és kiszáll az üzletből. Luke motorját szétvágja, és amikor Luke egy pisztollyal fenyegeti, másik motort ad neki. 
Avery Cross (Bradley Cooper) fiatal rendőrtiszt, akinek ugyanúgy van felesége és egy egyéves fia, mint ahogy Luke-nak. 
Egy újabb bankrablás után (amit Luke egyedül hajt végre, a másik motorral) Luke szembe találja magát Avery-vel, aki üldözi, majd amikor Luke egy magánházba menekül, a rendőr lelövi, ő pedig lövést kap a térdébe. Luke kizuhan az emeletről és azonnal meghal. 
Avery tudomást szerez róla, hogy az elhalálozott Luke-nak volt egy fia, és lelkiismeret-furdalása lesz. Korrupt kollégái bele akarják vonni az illegális üzelmeikbe, de Avery feladja őket az államügyésznél, és politikusi pályára lép.
Tizenöt évvel később az apák bűnei kísértenek a két fiú életében.

## Szereplők
- Ryan Gosling – Luke Glanton, motoros kaszkadőr, majd bankrabló (Zámbori Soma)
- Bradley Cooper – Avery Cross, rendőr, majd politikus (Rajkai Zoltán)
- Eva Mendes – Romina, Luke valamikor barátnője (Pikali Gerda)
- Rose Byrne – Jennifer, Avery felesége (Kisfalvi Krisztina)
- Ray Liotta – Peter Deluca, korrupt rendőrtiszt (Forgács Péter)
- Mahershala Ali – Kofi, Romina férje (Welker Gábor)
- Bruce Greenwood – Bill Killcullen, államügyész (Haás Vander Péter)
- Ben Mendelsohn – Robin Van Der Zee, egy autószerelő műhely tulajdonosa (Czvetkó Sándor)
- Dane DeHaan – Jason (Luke és Romina fia) (Gacsal Ádám)
- Emory Cohen – AJ Cross (Avery és Jennifer fia) (Berkes Bence)
- Robert Clohessy – Weirzbowski rendőrfőnök (Rosta Sándor)
- Olga Merediz – Malena (Zsurzs Kati)
- Gabe Fazio – Scott (Király Attila)
- Harris Yulin – Al Cross (Kertész Péter)